# Coleura seychellensis
Coleura seychellensis é uma espécie de morcego da família Emballonuridae. Endêmica das Seicheles, pode ser encontrada somente nas ilhas de Silhouette, Mahé e Praslin.